# 3'-Fosfoadenosina-5'-fosfosulfato
La 3'-fosfoadenosina-5'-fosfosulfato es un derivado de la adenosina monofosfato que se encuentra fosforilado en la posición 3' y que posee un grupo sulfato unido al fosfato 5'. Este anión abreviado PAPS, es la coenzima más común en las reacciones catalizadas por las sulfotransferasas. Un anión relacionado es la adenosina 5'-fosfosulfato (APS), la cual no está fosforilada en la posición 3'.

## Formación y reducción
Tanto APS como PAPS son intermediarios en la reducción del sulfato a sulfito, una conversión exotérmica que es llevada a cabo por las bacterias reductoras del azufre. En estos organismos, el sulfato sirve como aceptor final de electrones, de la misma forma en que el O
2 es utilizado por los organismos aeróbios. El sulfato no es reducido directamente, sino que primero tiene que ser "activado" formando APS o PAPS. Estos transportadores de sulfato activado se producen por la reacción con ATP.
La primera reacción está catalizada por la ATP sulfurasa:
La conversión de APS a PAPS la cataliza la enzima APS quinasa:
La reducción de APS produce sulfito, el cual posteriormente es reducido a sulfuro de hidrógeno, que es excretado. Este proceso se denomina reducción disimilatoria de sulfato. La reducción de PAPS, un éster sulfato más elaborado, también conduce a la formación de sulfuro de hidrógeno. Pero en este caso, el producto se utiliza para la biosíntesis, por ejemplo para la producción de cisteína. Este último proceso se denomina reducción asimilatoria de sulfato, porque el azufre del sulfato termina siendo asimilado por el organismo.